# Venduta
Venduta (For Sale) è un film muto del 1924 diretto da George Archainbaud.

## Trama
Eleanor Bates, appartenente a un'importante famiglia della buona società, promette ai genitori di non sposare Allan, il suo innamorato, finché questi non avrà raggiunto una posizione di prestigio. Quando però il padre di Eleanor si appropria dei fondi di Joseph Hudley, per salvarsi chiede alla figlia di sposare il ricco Cabot Stanton. Ma, prima del matrimonio, Stanton resta ucciso in un incidente stradale e Hudley inizia a corteggiare Eleanor, convincendola a fidanzarsi con lui. Lei, dopo essersi accorta di amare ancora Allan, chiede al fidanzato di lasciarla libera. Davanti al rifiuto dell'uomo, Eleanor, disperata, cerca di uccidersi ma viene salvata da Allan. Dudley, vedendo la profondità dell'amore della giovane, ritira le sue accuse contro il vecchio Bates permettendo ad Eleanor di non doversi sposare con lui per interesse.

## Produzione
Il film fu prodotto dall'Associated First National Pictures.

## Distribuzione
Il copyright del film, richiesto dalla Associated First National Pictures, fu registrato il 16 giugno 1924 con il numero LP20311, LP20484.
Distribuito dalla Associated First National Pictures, il film uscì nelle sale cinematografiche statunitensi il 15 giugno 1924.
Non si conoscono copie ancora esistenti della pellicola che viene considerata presumibilmente perduta.